# Wang Šen-čung
Wang Šen-čung (čínsky pchin-jinem Wáng Shènzhōng, znaky 王慎中, 1509–1559) byl čínský prozaik mingského období, jeden z osmi talentů éry Ťia-ťing.

## Jména
Wang Šen-čung používal zdvořilostní jméno Tao-s’ (čínsky pchin-jinem Dàosī, znaky 道思) a literární pseudonymy Nan-ťiang (čínsky pchin-jinem Nánjiāng, znaky 南江), Čung-lu šan-žen (čínsky pchin-jinem Zhōnglù shānrén, znaky 中麓山人) a Cun-jen ťü-š’ (čínsky pchin-jinem Zūnyán jūshì, znaky 遵岩居士). Byl druhý syn a proto mu říkali Wang Čung-c’ (čínsky pchin-jinem zhòngzǐ, znaky 王仲子, „Prostřední syn Wang“).

## Život
Wang Šen-čung pocházel z okresu Ťin-ťiang v provincii Fu-ťien ležící na jihovýchodě mingské Číny. Mládí zasvětil studiu konfuciánských klasiků, přihlásil se k úřednickým zkouškám, složil jejich nižší stupně a roku 1526 i nejvyšší – palácové zkoušky – a získal titul ťin-š’. Poté nastoupil úřední kariéru. Ve státní službě dosáhl místa zástupce vedoucího provinčního administrativního úřadu (參政, cchan-čeng) Che-nanu, roku 1541 byl propuštěn.
Patřil k významným představitelům kultury mingské říše jako jeden osmi talentů éry Ťia-ťing. Osm talentů si za literární vzor brali autory tchangského a sungského období, přičemž stáli v opozici vůči převažujícímu proudu soudobé literatury vedeným sedmi dřívějšími mingskými mistry, který si cenil nad jiné chanské a starší prozaiky a tchangské a starší básníky.
Zprvu si – jako většina jeho současníků – za vzor literární tvorby bral sedm mistrů, později se od nich odvrátil, když ho zaujalo dílo sungských Ou-jang Sioua a Ceng Kunga. Jako literární teoretik zastával názor, že sice učení se od mistrů má význam, ale nakonec stejně autor musí psát svými slovy přímo ze srdce. I když psal i poezii, z Wang Šen-čungovy tvorby si současníci cenili zejména jeho prozaických prací. K jeho nejvýznamnějším pracím patří Chaj-šang pching-kchou ťi (海上平寇記), Sung Čcheng Lung-feng ťün-po č’-š’ sü (送程龍峰郡博致仕序), Ťin-si jou-ťi (金溪游記), Jou Čching-jüan-šan ťi (游清源山記) a Ču Pi-tchan š’ sü (朱碧潭詩序).